# Специален ядрен фугас
Специален ядрен фугас (на английски: Special Atomic Demolition Munition, SADM) е ядрено устройство, ядрени или термоядрени заряди, заложени в грунта, във вътрешността на някакъв обект или под вода. Тяхното използване се предвижда с цел създаване на зони на разрушение, срутвания, пожари, наводнения и радиоактивно заразяване на местности, нанесяне на удари по живата сила и техниката на противника. Могат да се поставят предварително или непосредствено по време на бойните действия. Детонацията на ядрените фугаси се осъществява чрез кабел, радиокоманда или автоматично.
Ядрената мина (собствено SADM), за разлика от по-тежкия ядрен фугас (MADM), се произвежда в ръчно преносимо изпълнение (раница), носена от един или двама войника. Тези заряди са конструирани и за десант в специални контейнери в съпровождение на парашутисти.
Такива устройства са разработвани в СССР и в САЩ (през 1960-те за ВМС и морската пехота), но никога не са използвани. Опити за разработване на ядрен фугас са предприемани и във Великобритания (Blue Peacock).
По инициатива на ръководствата на Русия и САЩ диверсионните ядрени мини и на двете страни са утилизирани. Последните от тях – руските РА115 – са свалени от въоръжение през 1998 г. За наличието на подобни ядрени боеприпаси в други страни е неизвестно. Упоменати са в книгата „Няма втори шанс“.

## САЩ
САЩ имат в номенклатурата си ядрените фугаси М31, М59, Т4, ХМ113, М167, М172 и М175 с тротилов еквивалент от 0,5 до 70 кт, обединени под общата абревиатура ADM – Atomic Demolition Munition (атомен фугасен боеприпас). Устройствата са с тегло от 159 до 770 kg. Първия и най-тежък от тях, М59, е приет на въоръжение 1953 г. За минирането с ядрени фугаси войските на САЩ в Европа имат специални сапьорни подразделения – към тех се отнасят, например, 567-ата инженерна рота. Такъв тип фугаси се предполагало да бъдат поставяни на пътя на възможното движение на съветските войски и около важни инфраструктурни объекти, главно, на територията на ФРГ. Местата на залагането на ядрените фугаси за предварително подготвени и представляват, като правило, бетонна шахта с дълбочина няколко метра. Дали в тях наистина са били поставени ядрените заряди, или шахтите са били празни, и се предполагало да бъдат поставени само в случай на изостряне на ситуацията – не е известно.
Има разработени няколко типа леки ядрени боеприпаси, най-разпространения от тях е W54, койтор представлява цилиндър с диаметър 40 sm и височина 60 sm и тегло 68 kg. Той има регулируема мощност на взрива от 10 тона до 1 килотон в тротилов еквивалент. 300 единици SADM има на въоръжение в САЩ до 1989 г. Подобни боезаряди са разработвани и били на въоръжение в армията на САЩ:
- 1964 – 1990 година – M-159 Mod. 1 SADM. Мощност 10 тона. Общо тегло на мината 68 kg.
- 1965 – 1990 година – M-159 Mod. 2 SADM. Мощност 250 тона. Общо тегло на мината 68 kg.
- 1966 – 1990 година – M-159 Mod. 3 SADM. Мощност 350 тона. Общо тегло на мината 68 kg.
- 1967 – 1990 година – M-159 Mod. 4 SADM. Мощност 450 тона. Общо тегло на мината 68 kg.

Предназначени са за унищожаването на ключови обекти (заводи, фабрики, електростанции, мостове и т.н.) и сдържане на настъпващи войски (радиационно заразяване на местността, създаване на обширни зони с взривни заграждения) на Съветския съюз при началото на вероятна война на НАТО със СССР в Европа. Предполагало се, че лекия фугас ще се доставя с парашутисти, в групи от двама души, единия от които ще пренася и поставя фугаса, а втория го прикрива и му помага. Използването на SADM се предполага да бъде на първо място там, където има възможност за бързо евакуиране на бойците. Отработвана е и следната тактика: парашутистите поставят фугаса, отплуват в открито море, където се качват на борда на подводница, бърз кораб или въздухоплавателен съд.

## Съветски съюз
В Съветския съюз на въоръжение на частите със специално предназначение на Главното разузнавателно управление на Генералния щаб има специалните ядрени мини РА41, РА47, РА97 и РА115, произвеждани от 1967 до 1993 година.
Също е известна т.нар. „ядрена раница“ (РЯ-6) с тегло 25 килограма и мощност до 1 килотон в тротилов еквивалент.
Специализирани взводове за разузнаване и унищожаване на ядрени фугаси се появяват в щатовете на инженерно-сапьорните батальони на съветските танкови дивизии, дислоцирани на териториите на страните участници във Варшавския договор от 1972 г. Личния състав на взводовете знае устройството на тези фугаси и разолага със специално оборудване за откриването и тяхното обезвреждане.